# لیتزی والدمولر
لیتزی والدمولر (آلمانی: Lizzi Waldmüller; ۲۵ مهٔ ۱۹۰۴ – ۸ آوریل ۱۹۴۵)  خواننده، بازیگر تئاتر و بازیگر سینما اهل اتریش بود.
از فیلم‌ها یا برنامه‌های تلویزیونی که وی در آن نقش داشته‌است می‌توان به بل آمی و پیر گینت اشاره کرد.